# Anacroneuriini
Acroneuriini es una tribu de insectos plecópteros pertenecientes a la familia Perlidae.

## Géneros
Según Wikispecies
- - Anacroneuria Klapálek, 1909
  - Enderleina Jewett, 1960
  - Inconeuria Klapálek, 1916
  - Kempnyella Illies, 1964
  - Kempnyia Klapálek, 1914
  - Klapalekia Claassen, 1936
  - Macrogynoplax Enderlein, 1909
  - Nigroperla Illies, 1964
  - Onychoplax Klapálek, 1914
  - Pictetoperla Illies, 1964